# 薬丸兼富
薬丸 兼富（やくまる かねとみ、寛延元年（1748年） - 寛政10年（1798年））は、江戸時代中期の薩摩藩士。剣術家。通称は正右衛門。諱は兼富。薬丸兼中の子で剣技に優れたが若くして病気に倒れた。男子に恵まれず、久保之英の次男七郎兵衛を養子とした。薬丸兼武である。

## 経歴
父の薬丸兼中より家伝の剣術を学ぶ。兼富の剣術が優れていることを知った東郷位照が己の弟子としたいと願ったので、位照に入門し示現流を修めた。
宝暦10年（1760年）8月28日に初お目見え。
明和4年（1767年）位照は自ら薬丸家に来て兼富に三段目まで免許を授けた。位照は四段目（皆伝）まで授けようとしたが兼富は固辞して受けなかった。そこで改めて半年後、久保之英の屋敷で四段目まで授けた。
弱冠20歳前後で示現流を皆伝した兼富の剣名は高まった。（東郷重位の五高弟の一人であった先祖の薬丸兼陳も20歳前後で皆伝している。）
東郷位照は家督争いで東郷家を廃嫡された後は東郷本家の道場では指導していなかったが、実は東郷家では最も示現流の奥義に達していたため、門人の中にはその教えを求める者がいた。位照の死後、その教えを求める者は薬丸家を訪ねた。
兼富は20代の半ばから病気になり、剣術はまったく出来なくなってしまった。
男子がいなかったので天明8年（1788年）9月15日、仲の良い久保之英の次男七郎兵衛（薬丸兼武）を養子とした。
寛政10年4月15日に病死する。法名は碧雲院松厳之節居士。

## 他流試合
ある日、兼中の従兄弟の清水休右衛門が薬丸家を訪れた。清水は本心鏡知流槍術の達人であるとともに示現流は二段を持っていた。兼中に対し、示現流には槍止めの技があるが、本当に止められるはずはないと竹竿で勝負を挑んだ。兼中は小太刀で竹竿の突きを止めようとしたが、止まらなかった。清水は勝ち誇り、次は兼富に対し俺の槍の前ではお前たち親子は芋の串刺しだと言い放った。そこで兼富が立ち会った。1度目、兼富はまたたくまに竹竿の先を打ち据えた。もう一度立ち会ったが同様だった。清水は感服して帰ったが、怪我がひどく、1週間ほど役目を休むことになった。

## 系譜
- 父：薬丸兼中
- 母：不詳
- 妻：不詳
- 養子：薬丸兼武 - 久保之英の次男